# María Frexia de Casati
María Freixe de Casati (Argentina, 1893 - Paraguay, 8 de diciembre de 1940), fue una periodista, educadora, feminista y activista de los derechos de las mujeres. Presidenta de la Unión Femenina del Paraguay 1936. Directora de la Academia de Corte, Confección y Manualidades, donde desarrolló un sistema de enseñanza, conocido como “Sistema Casati”. Directora del Periódico defensor de la mujer llamado “Por la Mujer”.

## Biografía

### Primeros años
Inicialmente se destacó en el campo educacional, fundando su propio Instituto de Confección para Mujeres en donde fue perfeccionando su método de enseñanza que más tarde se lo reconocería como Sistema Casati.
Las alumnas cursaban un total de 5 años de estudio, corte y confección, durante los cuales donde se desarrollada en el 1.er año trabajos con zurcidos, ojales y botones; en el 2.º año cortes de tela con moldes, en el 3er año avanzaban a cortes sin moldes, ya en el 4.º año aprendían a trabajar en cuero por ejemplo productos como cintos o carteras, sumado a las manualidades fueron utilizando el tejido piri para la elaboración de sombreros piri o bolsos; con este 4.º año de estudios las estudiantes ya podrían disertar clases de manualidades en Instituciones Educativas; porque parte de la formación del Instituto de Casati era aprender a enseñar. Como último año se realizaban prácticas de bordados en máquina, drapeado y plisado, terminando el curso las alumnas se convertían en modistas con la capacidad de abrir sus propias academias de enseñanza. Casati fue la Directora de esta Academia de Corte, Confección y Manualidades.

### Guerra del Chaco
En rigor, en los años 1930, la Guerra del Chaco abrió un proceso de politización interesante que afectó a grandes sectores asuncenos y, especialmente, a las mujeres. Durante la contienda, las mujeres habían cumplido roles centrales no sólo relacionados con las actividades de reproducción económica o de residentas; las de origen urbano y letradas formaron parte de las brigadas escolares y de los servicios de enfermería en el servicio social y de sanidad. Esa tarea la cumplió Maria F. de Casati, que junto a Elida Ugarriza fueron las primeras mujeres en llegar hasta las potreras del Rio Parapití, el límite histórico con tierras bolivianas, llevando alimentos y vestimentas, aportes de materiales reunidos en estas academias escolares, además de la voz de aliento a los soldados paraguayos.
Los roles de las mujeres en el contexto de la Guerra del Chaco, sufrían una alteración de carácter temporario porque en Paraguay, aun cuando se tratara de puestos de trabajo oficiales, fueron siempre “designadas en reemplazo de…” y “mientras dure la movilización”, lo cual sentó las bases para la invisibilización posterior. La inmensa mayoría de las mujeres no accedió a la Pensión de Veterano de Guerra otorgada a los hombres y sólo fueron alcanzadas por este beneficio en condición de “viudas de…”. Esta crisis que produce el contexto bélico trastoca las relaciones de género, la sociedad, de carácter simbólico y ceremonial, como sucede con el nombramiento de las “madrinas de guerra” que contribuye a la normalización, en el plano de lo simbólico, del hecho de que las mujeres, se conviertan en proveedoras materiales de los hombres y sólo mientras dure su movilización en el frente de combate. Muchas ellas invisibilizadas durante la Guerra del Chaco padecieron el exilio económico y político, durante la Revolución de 1947 y la dictadura de Alfredo Stroessner.

## Centro Cívico de Mujeres
Inmediatamente luego la victoria obtenida en la Guerra del Chaco, las clases políticas dirigentes, en vez de concentrar sus esfuerzos en los efectos producidos por la contienda, dedicaron su interés en el problema de la sucesión presidencial, pues estaba finalizando el período de gobierno de Eusebio Ayala. Las corrientes de opinión a favor de una reforma constitucional para hacer posible la reelección del doctor Ayala, acrecentaron el malestar público.
Tras un golpe de Estado el 17 de febrero de 1936 el ejecutivo se sublevo a las fuerzas de Campo Grande y el presidente Ayala presentó su renuncia al mando revolucionario y quedó bajo arresto. Se identificaba a la Revolución Liberadora del 17 de febrero de 1936 al Estado de la República del Paraguay.
En ese mismo año y posiblemente antes de la revolución de febrero, con intención de conseguir los derechos civiles y políticos de las mujeres en el Paraguay, un grupo de adherentes al Partido Liberal, creó el Centro Cívico de Mujeres, de efímera duración, pues el gobierno de Franco exilió a la mayoría de los dirigentes liberales y las integrantes del centro también debieron abandonar el país.

## Unión Femenina Paraguaya
En Paraguay a principios del siglo XX, aún no existían organizaciones que trabajen por el tema género, pero sí personas con inquietudes sobre el tema de las relaciones entre mujeres y hombres. Las primeras organizaciones tenían como fin la transformación de la condición de discriminación de las mujeres. En 1920, se funda el Centro Feminista Paraguayo para luchar por el sufragio de la mujer. El Feminismo surge en el Paraguay, a principios de 1920, de la mano de la profesora María Felicidad González, que fue, en representación de su país, a un congreso de feministas en la ciudad de Baltimore, EE. UU., en 1922. Justamente un año antes, el 26 de abril, se fundaba el Centro Femenino del Paraguay.
Influenciado por los movimientos norteamericanos, y europeos, las mujeres paraguayas también empezaron a movilizarse, y a reclamar sus derechos. El Feminismo en el país siempre estuvo ligado al Febrerismo. En 1929, se funda la Asociación Femenina y el Centro Cultural Femenino, creadas para dar apoyo al segundo proyecto de ley para el reconocimiento civil y político de las mujeres. La Unión Femenina del Paraguay, data de 1936 y así sucesivamente se crean el Consejo de Mujeres de la República del Paraguay, la Asociación Feminista del Paraguay, y otras más. En 1936, con la Revolución de Febrero con el cambio sociopolítico suscitado, nace la Unión Femenina del Paraguay a iniciativa de un grupo de mujeres socialistas y comunistas, bajo el liderazgo de María Freixe de Casati, su fundación se llevó a cabo el 26 de abril en una asamblea realizada en el Colegio Nacional de la Capital, en Asunción.
Fue ésta la primera organización de mujeres que contó con estatutos y un programa de 27 puntos. Esta unión, además de feminista, era abiertamente socialista, y acompañaba los logros de la Revolución. De hecho, la señora María F. de Casati mencionaba: "Nuestro movimiento feminista nació del conjuro del 17 de febrero, Revolución que fue clarinada en el alma popular, que se abrió a todas las esperanzas de mejoramiento social".
En el acto constitucional de dicha organización, Casati se dirigió a los presentes con la siguiente exhortación: “Toda la energía que gastemos a favor de nuestra cultura y de nuestros derechos en la sociedad humana, bien gastados son y ningún motivo puede ser más justo y valedero que esto de que es primordial y fundamental para los otros problemas sociales y familiares que nos atañen a nosotras y a nuestros hijos, y que son como un cortejo que deriva de este, pues primeramente hay que ser alguien en la sociedad, en las leyes y en todo el engranaje de la comunidad social y nosotras las mujeres somos ese alguien, de hecho más no de Derecho. Por consiguiente comencemos por conquistar el Derecho para llegar a todas las demás conclusiones”.
La Unión realizaba numerosas charlas, en la capital, y en el interior del país, para concienciar a las mujeres sobre sus derechos. También estrechó lazos con movimientos feministas del resto de América, entre los cuales estaban: la Asociación Argentina Pro-Sufragio Femenino, la Confederación Femenina de la Paz Americana, la Liga Femenina Pro-Unión Americana, la Asociación Argentina Pro Paz, y la asociación Cristiana Femenina.
Como muchas, Maria F. de Casati no solo se alejaría de la Revolución sino que sus ideas le valieron la deportación durante el gobierno de Franco, mientras ejercía la Presidencia de la Unión. Desterrada, fue a Bolivia. Cuando regresó se puso nuevamente al frente de la Academia que había creado. Con la caída de la Revolución de Febrero, en 1937, la Unión tuvo que desintegrarse, dejando sin organización al movimiento feminista. En la década de los ochenta, una conjunción de factores hace que emerjan organizaciones orientadas a trabajar por el sector sociopolítico, y desde allí comienzan a plantearse condiciones para trabajar los temas que inquietan a la comunidad internacional, entre ellos el tema relacionado al ambiente y los recursos naturales.

## Periódico Por La Mujer
La Unión Femenina Paraguaya también publicó un periódico titulado Por la Mujer, que se constituyó en el primer periódico femenino del Paraguay. Entre otros reclamos, hacia el del derecho de voto para las mujeres, y la igualdad de sexos. Fue un periódico quincenal, para las mujeres que trabajan y piensan, considerado el medio de comunicación feminista más combativo que se haya editado en el país en tiempos del sufragismo, órgano de difusión de la Unión Femenina Paraguaya, donde Casati fue Periodista y Directora. En su colección datan 8 números, publicados entre mayo y octubre de 1936 en Asunción, Paraguay.

## Homenajes
Tras su fallecimiento, unos meses después, y en coincidencia del aniversario de la revolución argentina, el 25 de mayo de 1941, Maria recibió el homenaje de una comisión de magisterio, directivos y alumnas de Institutos Profesionales. La Inspectora de Escuelas Profesionales, Maria Sorazábal de Veia, destacó en la ocasión que:

Le debemos una palabra de recordación: en nombre y la acción de la distinguida profesora fueron un precioso recuerdo. Sus méritos son muchos, su vida de elevados propósitos, es el legado que nos deja. (...)  Ahí está su trabajo que dice muy alto como sobre empujaron a las más halagüeñas esperanzas, el dinamismo y ardua contracción de esta obrera infatigable que se opuso a sus dolores físicos, el austero cumplimiento de su deber mirando la vida como soñadora y visionaria, llevando un lema como una triunfadora divina, el amor que consagró a esta patria idealizada pues si Maria de Casati fue argentina de cuna, lo fue paraguaya de corazón (...) Maria Sorazábal de Veia.